# Ранонг
Ранонг е една от 76-те провинции на Тайланд. Столицата ѝ е едноименния град Ранонг. Населението на провинцията е 177 089 души (31 декември 2014) – 76-а по население, а площта 3298 кв. км (59-а по площ). Намира се в часова зона UTC+7. Разделена е на 5 района, които са разделени на 30 общини и 167 села.